# Dale Russell
Pour les articles homonymes, voir Russell.
Dale A. Russell, né le 27 décembre 1937 et mort le 21 décembre 2019, est un géologue et paléontologue, professeur de recherche au MEAS (Department of Marine Earth and Atmospheric Sciences – Département des sciences de la mer, de la terre et de l'atmosphère) à l'université d'État de Caroline du Nord (North Carolina State University).

## Travaux

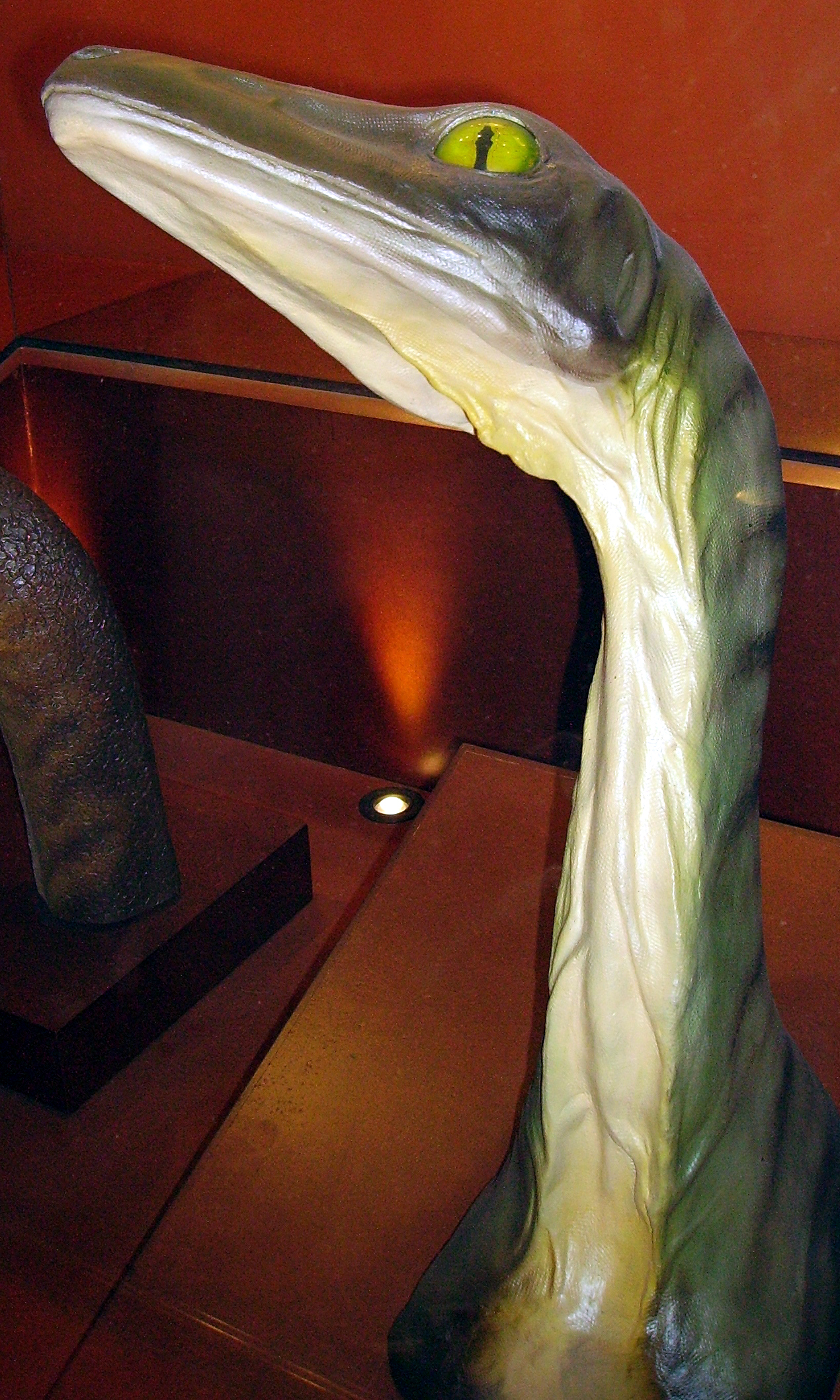
Tête et cou de la sculpture de Troodon, selon Dale Russell, Musée d'histoire naturelle de Londres.

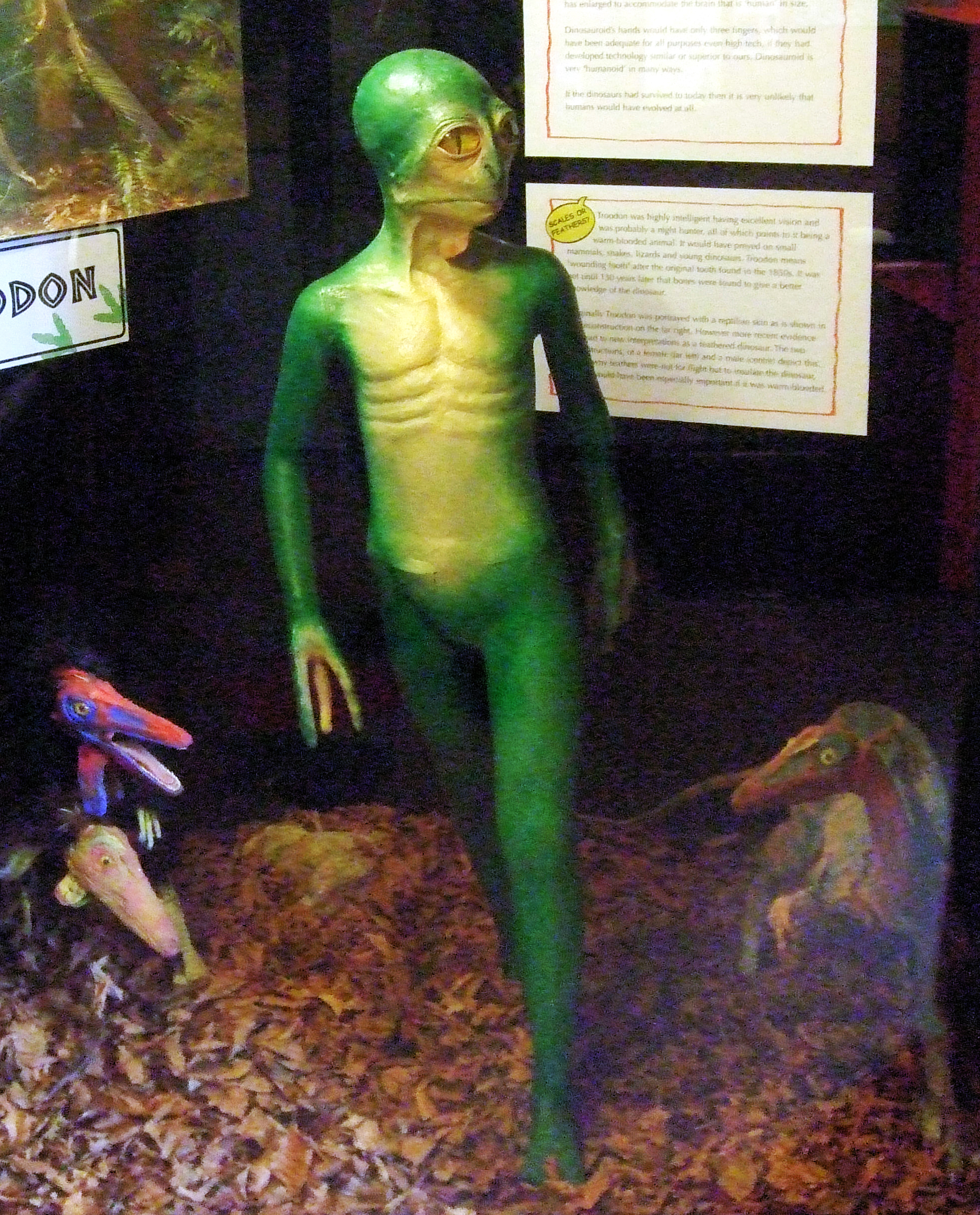
Sculpture du « dinosauroïdes » de Dale Russell, par Ron Seguin.

Dale Russell a décrit, entre autres, le Dasplétosaure et fut un des premiers à émettre l'hypothèse d'une cause extraterrestre à la disparition des dinosaures. En 1971, avec le physicien Wallace Tucker, il émit l'hypothèse que l'explosion d'une étoile en supernova, proche de la Terre, aurait modifié le climat et aurait initié l'extinction des dinosaures.
Sa découverte, en 1969, du premier crâne de Sténonychosaure (ou Troodon) et la constatation de la taille de sa cavité cérébrale par rapport à la taille de son corps, exceptionnellement grande pour un dinosaure, l'amène à l'hypothèse, chez cet animal, d'une intelligence supérieure à celle des autres dinosaures contemporains.
En 1982, alors en poste au Musée national des sciences naturelles du Canada, à Ottawa (musée depuis 1990 renommé en "Musée canadien de la nature"), il a émis l'hypothèse, comme une expérience de pensée, que la Terre serait actuellement habitée par des reptiles humanoïdes ou « dinosauroïdes », évolution des dinosaures, si ceux-ci n'avaient pas disparu. Il avait même fait réaliser par un artiste taxidermiste, Ron Seguin, une sculpture de  dinosauroïde, sculpture qui eut un succès médiatique. Selon cette expérience de pensée, ces « dinosauroïdes », occuperaient, dans ce cas, la place de l'homme en tant qu'espèce dominante de la planète,.

## Taxons décrits
Par ordre alphabétique.
- Alxasaurus, 1993
- Archaeornithomimus, 1972
- Atlasaurus, 1999
- Cristatusaurus, 1998
- Daspletosaurus, 1970
- Deinonychosauria, 1969
- Dromaeosauridae, 1969
- Lurdusaurus, 1999
- Sigilmassasaurus brevicollis, 1996
- Sinornithoides, 1994

## Ouvrages
- An Odyssey in Time – The Dinosaurs of North America, University of Toronto Press, 1989.
- Islands in the cosmos – The evolution of terrestrial life, Indiana University Press, 2009.